# Torreyochloinae
Torreyochloinae Soreng & Davis, 2003 è una sottotribù di piante angiosperme monocotiledoni appartenente alla famiglia delle Poacee (o Gramineae, nom. cons.), sottofamiglia Pooideae, tribù Poeae.

## Etimologia
Il nome della sottotribù deriva dal suo genere tipo Torreyochloa G.L. Church, 1949 il cui nome è stato dato in onore di John Torrey (1796-1873) botanico, chimico e fisico americano.
Il nome scientifico della sottotribù è stato definito dai botanici contemporanei Robert John Soreng (1952-) e Jerrold I. Davis (1952-) nella pubblicazione "Contributions from the United States National Herbarium. Smithsonian Institution" (Contr. U.S. Natl. Herb. 48: 721 - Oct. 2003) del 2003.

## Descrizione

### Portamento
Il portamento delle specie di questo gruppo in genere è cespuglioso con forme biologiche tipo emicriptofita cespitosa (H caesp) e cicli biologici annuali o perenni con habitat acquatico o semi-acquatico. In Torreyochloa le piante sono rizomatose; in Amphibromus sono anche stolonifere. I culmi, eretti o genicolati e ascendenti, sono cavi a sezione più o meno rotonda; sono alti al massimo 50 cm. In queste piante non sono presenti i micropeli.

### Foglie
Le foglie lungo il culmo sono disposte in modo alterno, sono distiche e si originano dai vari nodi. Sono composte da una guaina, una ligula e una lamina. Le venature sono parallelinervie. Non sono presenti i pseudopiccioli e, nell'epidermide delle foglia, le papille.
- Guaina: la guaina è abbracciante il fusto e in genere è priva di auricole.
- Ligula: la ligula è membranosa e a volte cigliata.
- Lamina: la lamina ha delle forme generalmente lineari.

### Infiorescenza

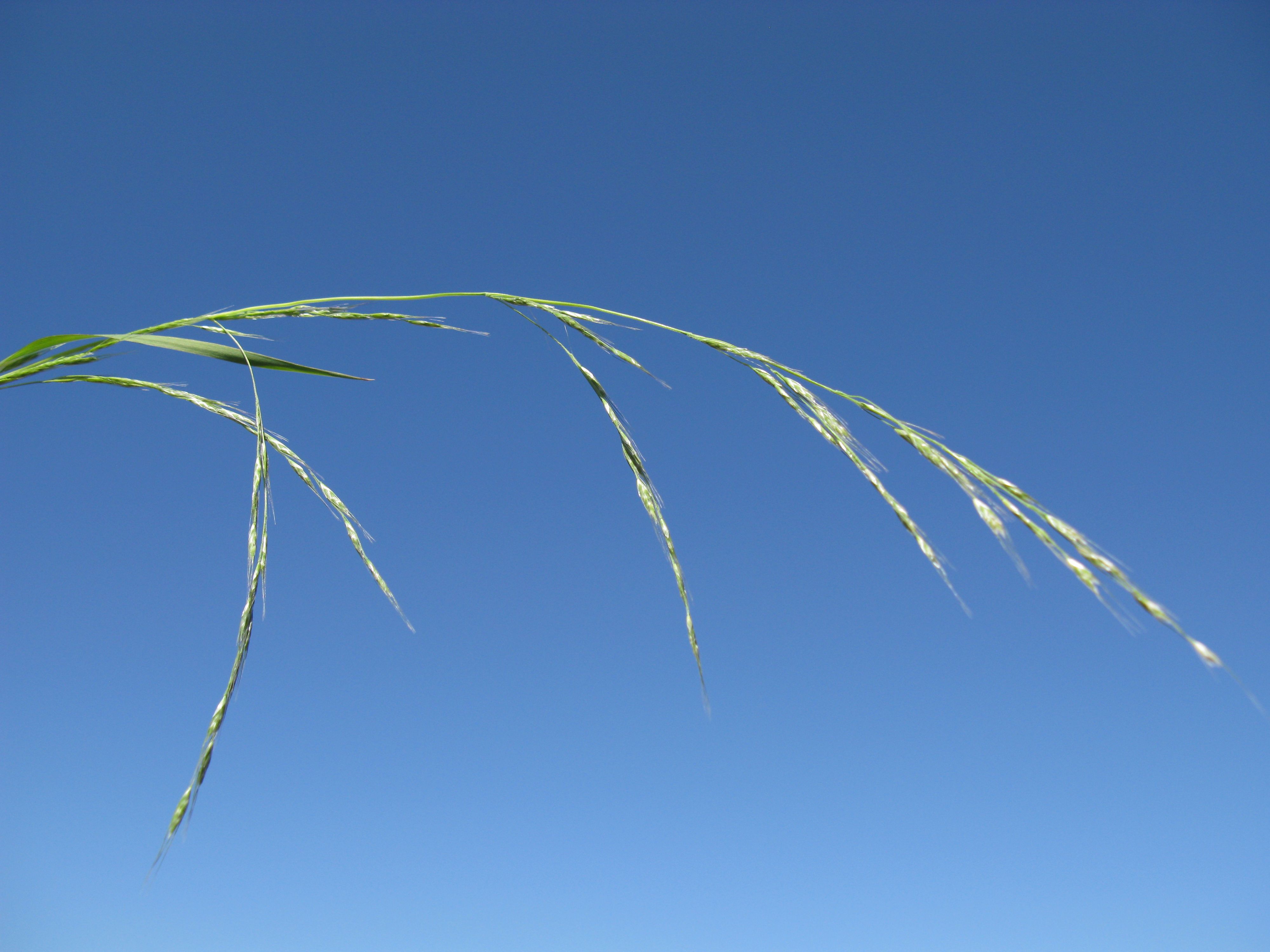
Infiorescenza
Amphibromus nervosus

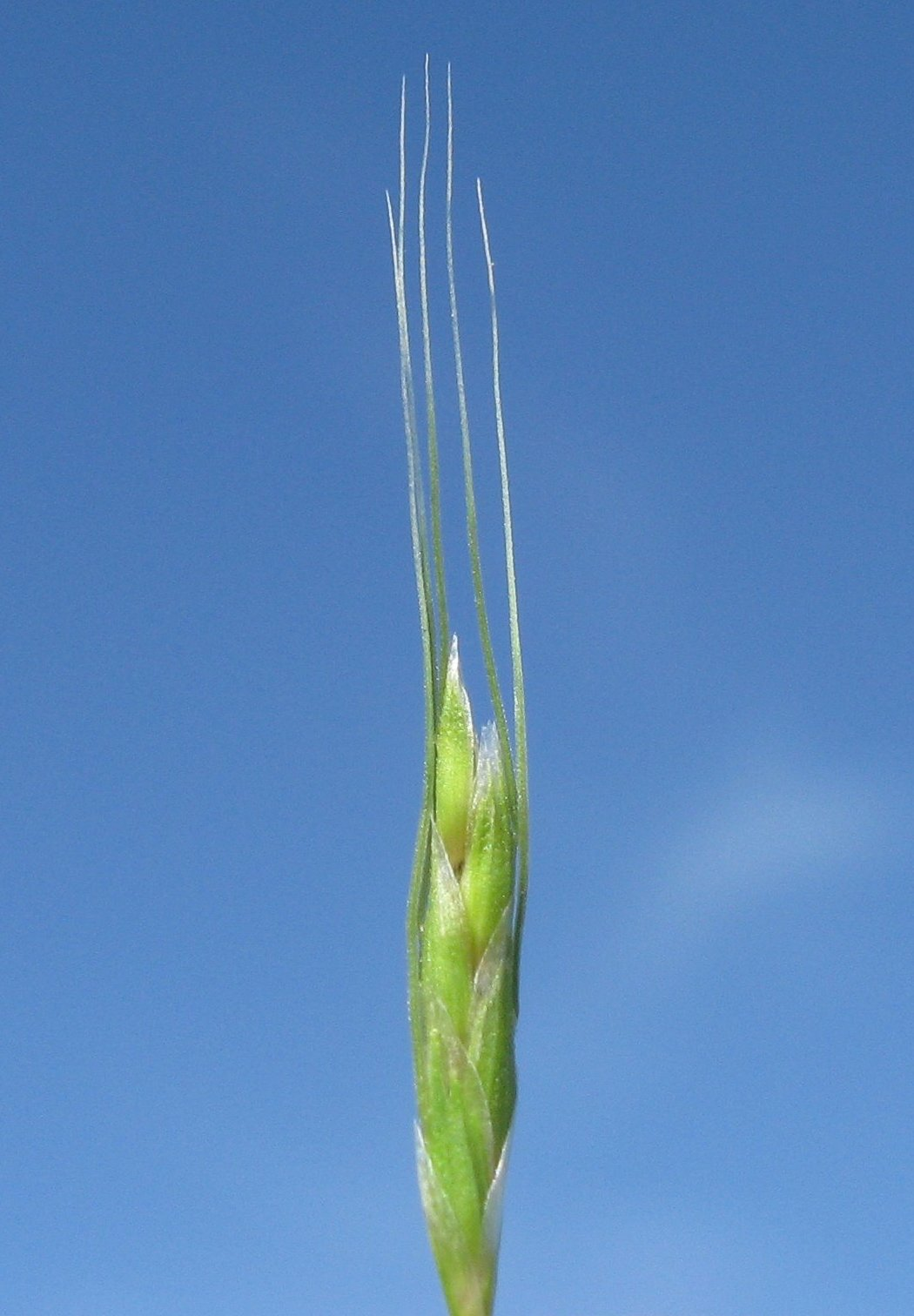
La spighetta
Amphibromus nervosus

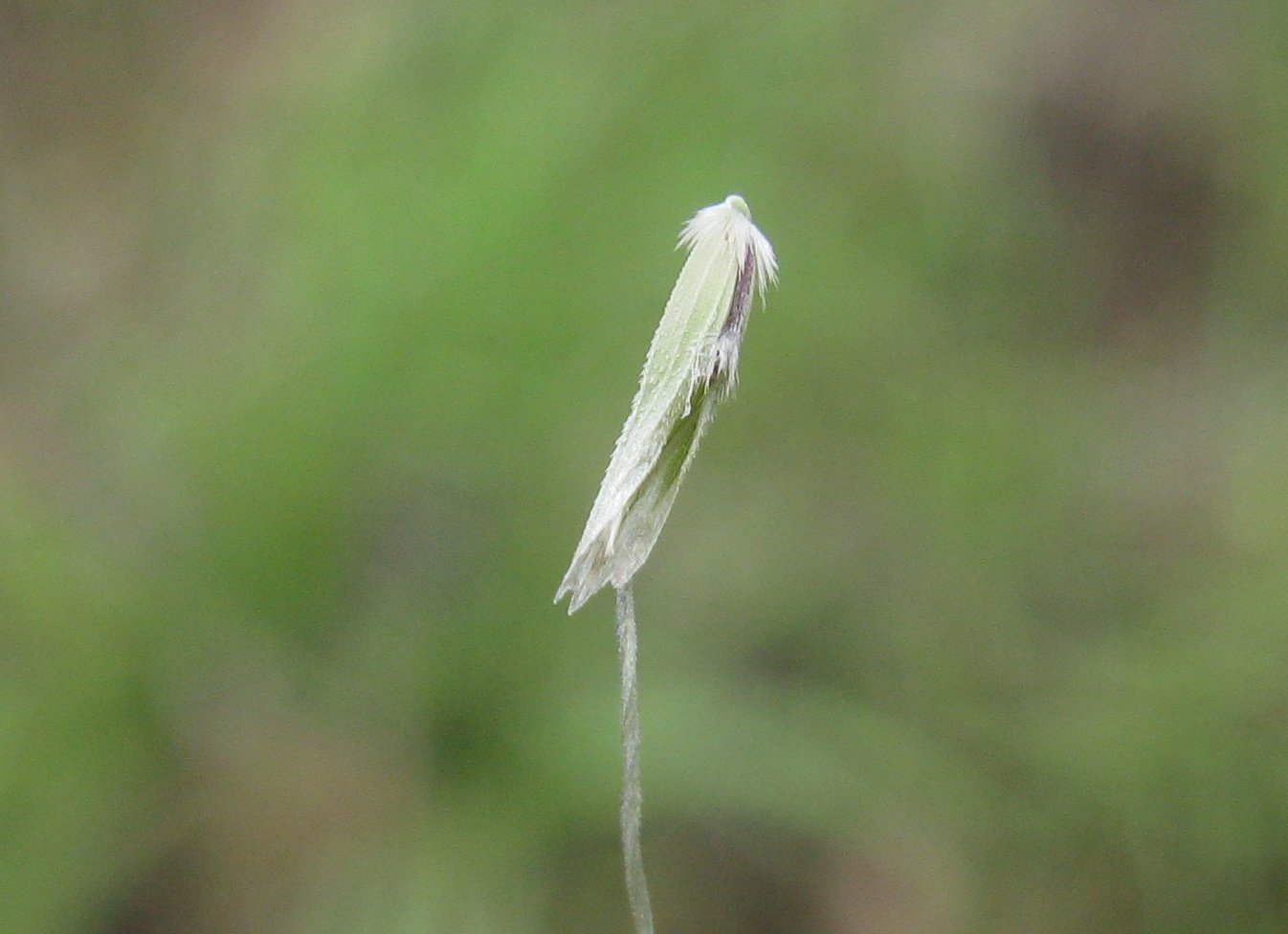
Il fiore
Amphibromus nervosus

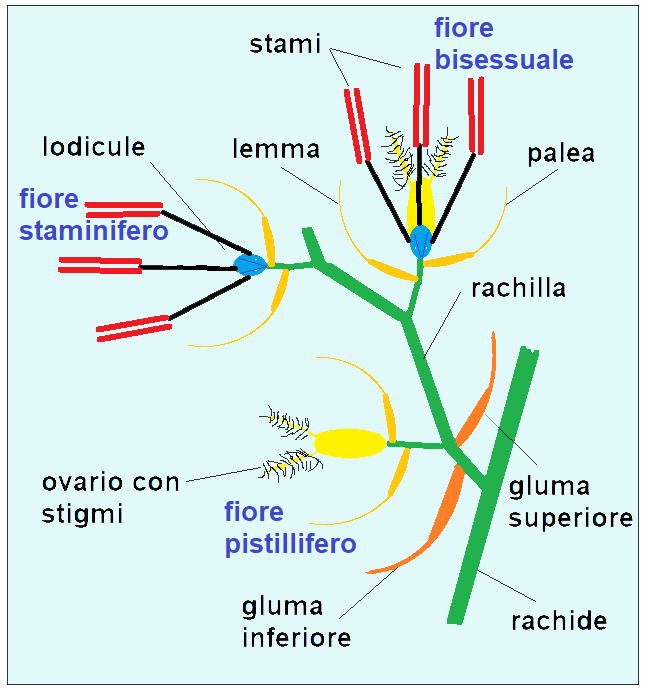
Spighetta generica con tre fiori diversi

- Infiorescenza principale (sinfiorescenza o semplicemente spiga): le infiorescenze, ascellari e terminali, in genere sono ramificate e sono formate da alcune spighette ed hanno la forma di una pannocchia aperta. La fillotassi dell'inflorescenza inizialmente è a due livelli, anche se le successive ramificazioni la fa apparire a spirale. Le infiorescenze in Amphibromus sono cleistogamiche (sono chiuse dalle guaine delle foglie inferiori).
- Infiorescenza secondaria (o spighetta): le spighette, pedicellate e compresse lateralmente con forme da oblunghe a ovate, sottese da due brattee distiche e strettamente sovrapposte chiamate glume (inferiore e superiore), sono formate da 2 a 10 fiori con estensione della rachilla (per lo più glabre). Possono essere presenti dei fiori sterili; in questo caso sono in posizione distale rispetto a quelli fertili. Alla base di ogni fiore sono presenti due brattee: la palea e il lemma. La disarticolazione avviene con la rottura della rachilla sopra le glume. Lunghezza delle spighette: 6 mm.

- Glume: le glume, persistenti, sono più corte dei fiori e sono più o meno glabre; gli apici sono acuti o ottusi; le venature sono da 1 a 3.
- Palea: la palea è un profillo con due venature; può essere cigliata.
- Lemma: il lemma a volte è pubescente; la superficie ha 7 - 9 venature longitudinali prominenti, parallele e non convergenti all'apice; l'apice può essere da troncato a acuto e frastagliato (in Amphibromus termna con 2 / 4 denti o lobi).

### Fiori
I fiori fertili sono attinomorfi formati da 3 verticilli: perianzio ridotto, androceo e gineceo.
- Formula fiorale:[6]

*, P 2, A (1-)3(-6), G (2–3) supero, cariosside.
- Il perianzio è ridotto e formato da due lodicule, delle squame traslucide, poco visibili (forse relitto di un verticillo di 3 sepali). Le lodicule sono membranose e non vascolarizzate.

- L'androceo è composto da 3 stami ognuno con un breve filamento libero, una antera sagittata e due teche. Le antere sono basifisse con deiscenza laterale. Il polline è monoporato.

- Il gineceo è composto da 3-(2) carpelli connati formanti un ovario supero. L'ovario, pubescente in Torreyochloinae e glabro in Amphibromus, ha un solo loculo con un solo ovulo subapicale (o quasi basale). L'ovulo è anfitropo e semianatropo e tenuinucellato o crassinucellato. Lo stilo, breve, è unico con due stigmi papillosi e distinti.

### Frutti
I frutti sono del tipo cariosside, ossia sono dei piccoli chicchi indeiscenti, con forme ovoidali, nei quali il pericarpo è formato da una sottile parete che circonda il singolo seme. In particolare il pericarpo è fuso al seme ed è aderente. L'endocarpo non è indurito e l'ilo è puntiforme ed è lungo 1/3 o 1/2 del frutto. L'embrione è piccolo e provvisto di epiblasto ha un solo cotiledone altamente modificato (scutello senza fessura) in posizione laterale. I margini embrionali della foglia non si sovrappongono.

## Biologia
Come gran parte delle Poaceae, le specie di questo genere si riproducono per impollinazione anemogama. Gli stigmi più o meno piumosi sono una caratteristica importante per catturare meglio il polline aereo. La dispersione dei semi avviene inizialmente a opera del vento (dispersione anemocora) e una volta giunti a terra grazie all'azione di insetti come le formiche (mirmecoria).

## Distribuzione e habitat
La distribuzione delle specie di questo gruppo è sub-cosmopolita (esclusa l'Europa e l'Africa). In particolare il  genere Amphibromus è presente in Australia, Nuova Zelanda e Sud America, mentre il genere Torreyochloa è diffuso in Nord America e Asia nord-orientale.

## Tassonomia
La famiglia delle Poacee comprende circa 800 generi e oltre 9.000 specie. È una delle famiglie più numerose e più importanti del gruppo delle monocotiledoni. La famiglia è suddivisa in 12 sottofamiglie, la sottotribù Torreyochloinae fa parte della sottofamiglia Pooideae, tribù Poeae.

### Generi
La tribù comprende 2 generi e 16 specie:
- Amphibromus Nees, 1843 (12 specie)
- Torreyochloa G. L. Church, 1952 (4 spp.)

### Filogenesi
La sottotribù Torreyochloinae fa parte della tribù Poeae e quindi della supertribù Poodae L. Liu, 1980. La tribù Poeae (formata da diverse sottotribù) è l'ultimo nodo della sottofamiglia Pooideae ad essersi evoluto (gli altri precedenti sono la tribù Brachyelytreae, e le supertribù Nardodae, Melicodae, Stipodae e Triticodae). All'interno della tribù, la sottotribù Torreyochloinae appartiene al gruppo con le sequenze dei plastidi di tipo "Poeae" (definito "Poeae chloroplast groups 1 ") e dalle analisi filogenetiche risulta "gruppo fratello" al resto della tribù. In alcuni studi le Torreyochloinae con la sottotribù Phalaridinae risultano formare un "gruppo fratello" in posizione "basale". La sottotribù in base agli ultimi studi risulta monofiletica (non è altrettanto sicuro per i suoi generi).
Le seguenti sono sinapomorfie relative a tutta la sottofamiglie (Pooideae):
- la fillotassi dell'inflorescenza inizialmente è a due livelli;
- le spighette sono compresse lateralmente;
- i margini embrionali della foglia non si sovrappongono;
- l'embrione è privo della fessura scutellare.

Le sinapomorfie relative alla tribù sono:
- l'ilo è puntiforme;
- nell'endosperma sono presenti dei lipidi.

Non sono presenti invece sinapomorfie specifiche per la sottotribù di questa voce.
Caratteri distintivi dei due generi:
- Amphibromus: le infiorescenze sono del tipo a pannocchia e terminali; le spighette sono compresse lateralmente con 2 - 10 fiori fertili; le glume hanno delle forme arrotondate e leggermente incurvate; i lemmi terminano in due a quattro denti.
- Torreychloa: le infiorescenze sono terminali e del tipo a pannocchia; le spighette hanno delle forme da compresse lateralmente a affusolate con 2 - 8 fiori; le glume sono arrotondati e leggermente incurvate; i lemmi sono percorsi da cinque a sette nervature prominenti e scabre.

Il numero cromosomico delle specie di questa sottotribù è 2n = 14 per Torreyochloa e 2n = 42 per Amphibromus.